# الکسی یونوف
الکسی یونوف (روسی: Алексей Серге́евич Ионов؛ زاده ۱۸ فوریهٔ ۱۹۸۹) یک بازیکن فوتبال اهل روسیه است.
وی همچنین در تیم ملی فوتبال روسیه بازی کرده‌است.